# Thomas megye (Kansas)
Thomas megye az Amerikai Egyesült Államokban, azon belül Kansas államban található. Megyeszékhelye és legnagyobb városa Colby. Lakosainak száma 7930 fő (2020. április 1.). Thomas megye Rawlins, Decatur, Sheridan, Gove, Logan és Sherman megyékkel határos.

## Népesség
A megye népességének változása:
| Lakosok száma | 7942 | 7943 | 7922 | 7948 | 7904 | 7930 |
|               | 2010 | 2011 | 2012 | 2013 | 2015 | 2020 |